# Sojuz MS-27
Sojuz MS-27 (rusky: Союз МC-27, anglicky: Soyuz MS-27, označení NASA: ISS 73S) je ruská kosmická loď řady Sojuz. Na Mezinárodní vesmírnou stanici (ISS) dopravila tříčlennou posádku, jejíž členové se zapojí do dlouhodobé Expedice 73. Loď s posádkou odstartovala 8. dubna 2025 a podle plánů se na Zemi vrátí 9. prosince 2025.

## Posádka
Hlavní posádka:
- Sergej Ryžikov (3), velitel, Roskosmos
- Alexej Zubrickij (1), palubní inženýr, Roskosmos
- Jonny Kim (1), palubní inženýr, NASA

Záložní posádka:
- Sergej Kuď-Sverčkov, velitel, Roskosmos
- Sergej Mikajev, palubní inženýr, Roskosmos
- Christopher Williams, palubní inženýr, NASA

## Příprava a průběh letu
Na webu Střediska přípravy kosmonautů J. A. Gagarina se v přehledu posádek v přípravě na kosmický let poprvé objevila zmínka o tom, že Sergej Ryžikov a Alexej Zubrickij jsou zařazeni jako velitel a palubní inženýr do záložní posádky pro Expedici 71 (Sojuz MS-25) a současně do hlavní posádky pro Expedici 72 (Sojuz MS-26). Druhým palubním inženýrem byl Alexandr Gorbunov a do záložní posádky pro Expedici 72 byl zařazen pouze velitel Sergej Kuď-Sverčkov. Rozložení kosmonautů do posádek však doznalo změn už o dva měsíce později, když Roskosmos 29. dubna 2022 bez uvedení důvodu oznámil, že oddíl kosmonautů opouští Alexandr Skvorcov. Na jeho uvolněné místo velitele hlavní posádky pro Expedici 70 (Sojuz MS-24) se ze stejné pozice v Expedici 71 posunul Alexej Ovčinin, jeho uvolněné místo obsadil Sergej Ryžikov a na jím opuštěné velitelské křeslo pro Expedici 72 dosedl Sergej Kuď-Sverčkov.
Na konci roku 2022, během Expedice 68, se objevil únik chladiva z chladicího systému Sojuzu MS-22 připojeného k ISS. Roskosmos po několika týdnech analýz rozhodl, že posádka stráví na stanici místo šesti měsíců celý rok, protože její poškozená loď přistane bez posádky a místo ní k ISS přiletí – také bez posádky – Sojuz MS-23 určený původně pro členy Expedice 69. Ti proto byli přeřazeni do Expedice 70, resp. Sojuzu MS-24, a podobně byly posunuty všechny další sestavené posádky. Navíc padlo rozhodnutí, že Oleg Kononěnko a Nikolaj Čub, nově přeřazení do Expedice 70, na stanici zůstanou i během navazující Expedice 71. Obě tyto změny samozřejmě změny vyvolaly další velké přeskupení posádek, a tak koncem května 2023 tvořili záložní tým pro Expedici 72 (Sojuz MS-26) a současně hlavní posádku pro Expedici 73 (Sojuz MS-27) Sergej Ryžikov, Sergej Mikajev a Kirill Peskov Velitelem záložní posádky pro Expedici 73 byl jmenován Sergej Kuď-Sverčkov a palubními inženýry Ivan Vagner a Alexej Zubrickij.
Ani tak však nebyl konec všem změnám, protože 15. srpna 2023 navrhla Hlavní lékařská komice vyřadit Platonova ze záložní posádky pro expedice 70 a 71 a o 5 týdnů později přišel i o místo v hlavní posádce Sojuzu MS-26, kde ho nahradil Ivan Vagner, který tak samozřejmě opustil záložní posádku pro Expedici 73. Navíc se NASA a Roskosmosu podařilo prodloužit dohodu o výměně vždy jednoho křesla v Sojuzu pro Američana a jednoho křesla v Crew Dragonu pro Rusa, která byla uplatňována už od roku 2022, i pro Expedice 72 až 74. A tak v záložní posádce posádce 72. a základní posádce 73. expedice nahradil Peskova astronaut NASA Jonny Kim. Současně si svá místa vzájemně vyměnili první palubní inženýři obou posádek – Zubrickij se přesunul z vedlejší do hlavní posádky a Mikajev opačným směrem. Všechny čtyři ruské členy obou posádek pro let MS-27 prohlásila 4. března 2025 Hlavní lékařská komise za schopné letu.
NASA oficiálně potvrdila Kimovo zařazení do hlavní posádky v srpnu 2024.

### Průběh letu
Sojuz s výrobním číslem 758 odstartoval podle dlouhodobého plánu z kazašského Bajkonuru 8. dubna 2025 v 05:47:15 UTC a v 08:57:43 UTC se připojil k Mezinárodní vesmírné stanici prostřednictvím spodního (nadir) portu modulu Pričal. Posádka poté vstoupila na palubu stanice.
Let potrvá 245 dní, tedy do 9. prosince 2025.